# Třída St. Vincent
Třída St. Vincent byla třída dreadnoughtů Royal Navy. Skládala se ze tří jednotek, které byly ve službě v letech 1909–1922. Plavidla se účastnila první světové války. Bitevní loď Vanguard na základně zničil náhodný výbuch muničního skladu. Její sesterské lodě byly sešrotovány na počátku 20. let 20. století v souladu se závěry odzbrojovací Washingtonské konference. Byly to poslední britské dreadnoughty, u kterých byly druhá a třetí dělová věž umístěny symetricky vedle sebe, po stranách hlavní nástavby.

## Stavba
Konstrukčně tato třída, zejména pro urychlení stavby, přímo navazovala na HMS Dreadnought a třídu Bellerophon. Lišila se především použitím nových 305mm kanónů s délkou hlavně 50 ráží (oproti starším dělům o délce hlavně 45 ráží). Mírně byl také zvýšen výkon pohonného systému. Stejně jako u třídy Bellerophon byl před zadním komínem druhý trojnožkový stožár, což se však neosvědčilo, protože byl často zahalován kouřem. Celkem byly v letech 1907–1910 postaveny tři jednotky této třídy.
Jednotky třídy St. Vincent:
| Jméno           | Loděnice                   | Založení kýlu     | Spuštěna          | Vstup do služby | Poznámka                                                            |
| --------------- | -------------------------- | ----------------- | ----------------- | --------------- | ------------------------------------------------------------------- |
| HMS Collingwood | Devonport dockyard         | 3. února 1907     | 7. listopadu 1908 | duben 1910      | Od roku 1918 využívána k výcviku. Sešrotována 1922.                 |
| HMS St. Vincent | Portsmouth dockyard        | 30. prosince 1907 | 10. září 1908     | květen 1909     | Od roku 1919 v rezervě. Sešrotována 1921.                           |
| HMS Vanguard    | Vickers, Barrow-in-Furness | 2. dubna 1908     | 22. února 1909    | únor 1910       | Dne 9. července 1917 se ve Scapa Flow potopila po vnitřním výbuchu. |

## Konstrukce

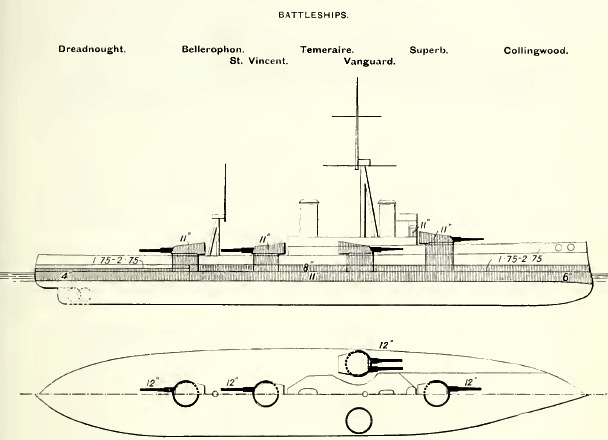
Základní uspořádání třídy

Hlavní výzbroj tvořilo deset 305mm kanónů v pěti dvoudělových věžích. Doplňovalo je dvacet 102mm kanónů, čtyři 47mm kanóny a tři 457mm torpédomety. Pohonný systém tvořilo osmnáct kotlů Babcock & Wilcox (nebo Yarrow) a čtyři parní turbíny Parsons o výkonu 24 500 ihp, pohánějící čtyři lodní šrouby. Nejvyšší rychlost dosahovala 21 uzlů. Dosah byl 6900 námořních mil při rychlosti 10 uzlů.

### Modifikace

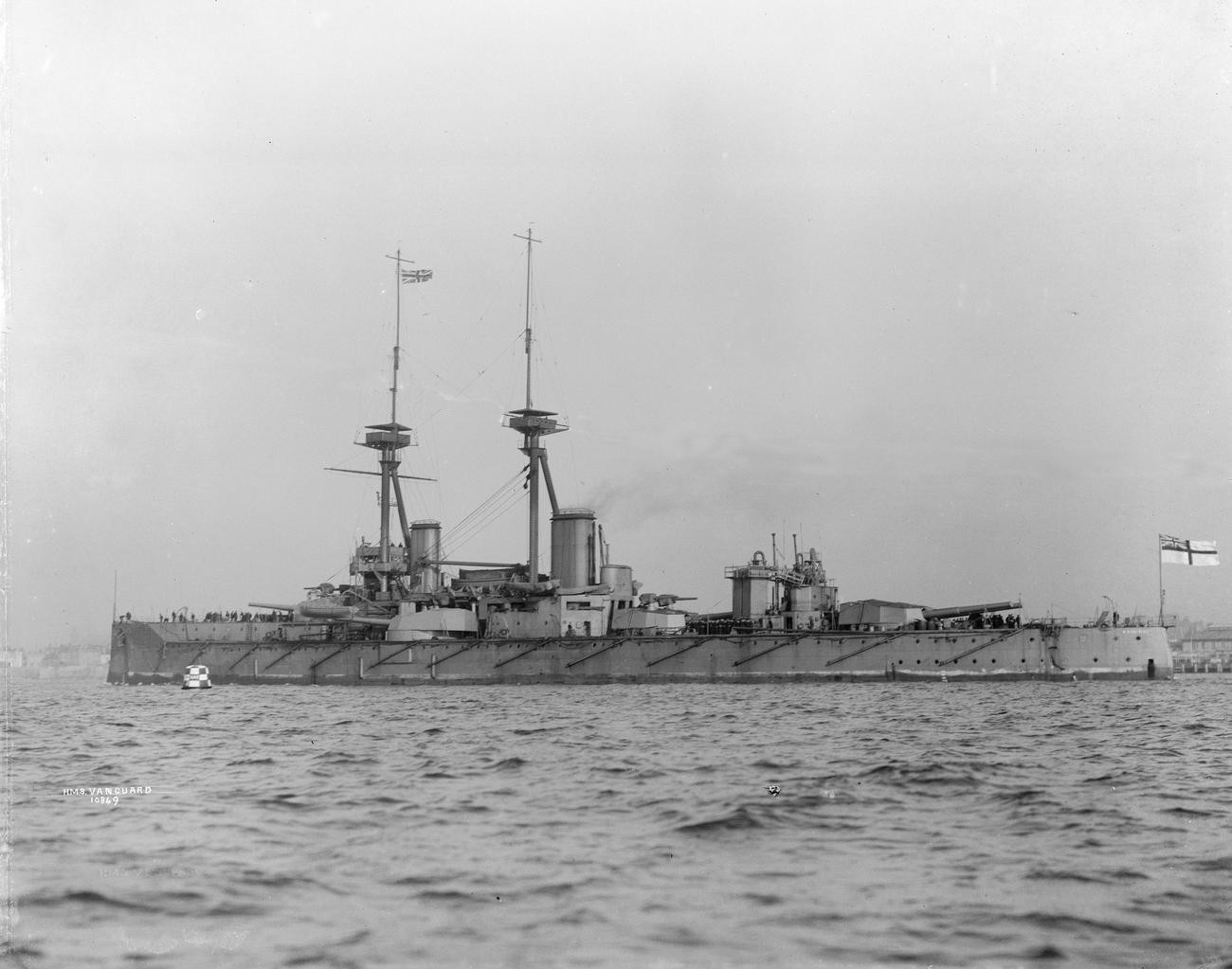
HMS Vanguard

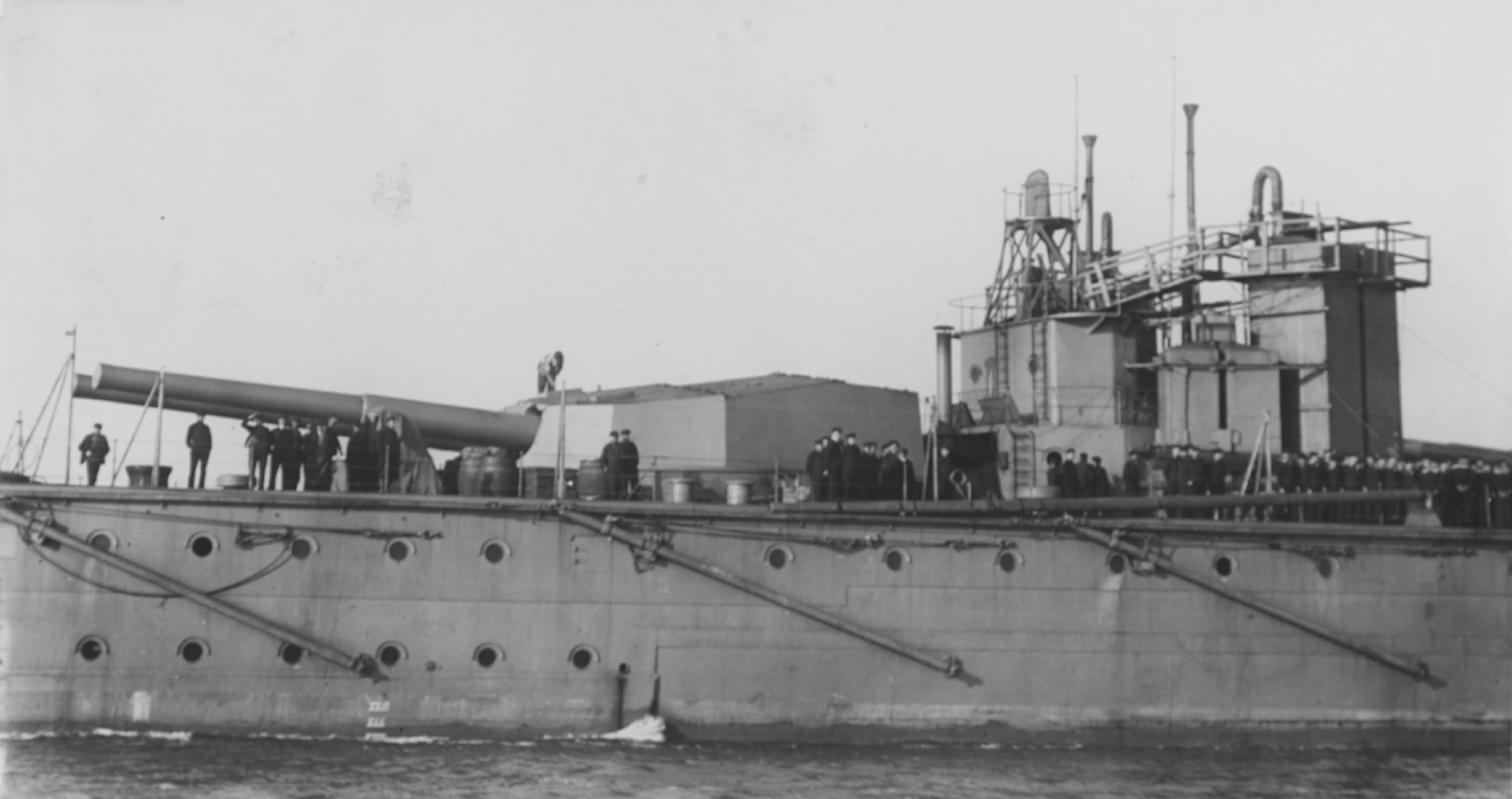
Zadní dělová věž bitevní lodě Vanguard

Před rokem 1914 byly odstraněny dva 102mm kanóny, které byly umístěny na střeše dělové věže „A“. Do roku 1916 byly odstraněny protitorpédové sítě a výzbroj posílily dva 76mm protiletadlové kanóny. Do roku 1917 byl odstraněn zadní torpédomet a oba 76mm kanóny nahradil protiletadlový 102mm kanón. Roku 1918 byl Collingwood vybaven plošinami pro start průzkumných letounů Sopwith 1½ Strutter a stíhacích letounů Sopwith Pup (přistání na nich možné nebylo).

## Služba
Všechny tři bitevní lodě se účastnily první světové války. Zejména bojovaly v bitvě u Jutska, přičemž nebyly nijak poškozeny. Dne 9. července 1917 se Vanguard Scapa Flow potopil po výbuchu muničních skladišť. Zemřelo 804 osob. Zbylé dvě lodě byly v letech 1921–1922 prodány do šrotu.